# Macrocera stigmoides
Macrocera stigmoides är en tvåvingeart som beskrevs av Edwards 1925. Macrocera stigmoides ingår i släktet Macrocera och familjen platthornsmyggor. Arten är reproducerande i Sverige. Inga underarter finns listade i Catalogue of Life.